# Bryocodia castrena
Bryocodia castrena là một loài bướm đêm trong họ Noctuidae.